# Wael al-Dahdouh
Wael Hamdan Ibrahim Al-Dahdouh (arabe : وائل حمدان إبراهيم الدحدوح (Wāʾil Ḥamdān Ibrāhīm al-Daḥdūḥ) ; né le 30 avril 1970) est un journaliste palestinien et chef du bureau d'Al Jazeera dans la ville de Gaza.
Il commence sa carrière en 1998, au sein du journal Al-Quds, en tant que correspondant de Voice of Palestine, lors de la Seconde Intifada contre l'occupation israélienne, puis en tant que correspondant pour Al-Arabiya. Il rejoint Al-Jazeera en 2004. Il a reçu le prix Peace Through Media en 2013. Il obtient ensuite une plus grande renommée internationale en couvrant le conflit à Gaza en 2014.
Sa femme, sa fille de sept ans et son fils de 15 ans ont été tués lors d'une frappe israélienne sur le camp de réfugiés de Nuseirat pendant la guerre à Gaza le 28 octobre 2023. Huit autres de ses proches sont également tués lors de la même attaque. Le 15 décembre 2023, alors qu'Al-Dahdouh et son collègue caméraman Samer Abu Daqqa couvrent la frappe aérienne de l'école de Haïfa à Khan Yunis, ils sont touchés par un missile israélien. Abu Daqqa est mortellement blessé, tandis que Dahdouh l'est légèrement. Malgré la mort de nombreux membres de sa famille et ses blessures, il a rapidement repris le reportage sur la guerre après ces deux agressions. Son fils, le journaliste Hamza al-Dahdouh, a été tué par une frappe aérienne israélienne à Khan Younis le 7 janvier 2024.